# Haapajärvi (sjö i Finland, Norra Österbotten, lat 65,17, long 25,35)
Haapajärvi är en sjö i Finland. Den ligger i kommunen Uleåborg i landskapet Norra Österbotten, i den centrala delen av landet, 600 km norr om huvudstaden Helsingfors. Haapajärvi ligger 14 meter över havet. Arean är 8,2 hektar och strandlinjen är 1,28 kilometer lång. Sjön  ingår i Kiminge älvs huvudavrinningsområde. 